# Drăgoești, Ialomița
Drăgoești este satul de reședință al comunei cu același nume din județul Ialomița, Muntenia, România.
Satul, ca entitate unică, a apărut oficial în 1968, prin contopirea satelor Drăgoeștii de Jos, Drăgoeștii de Sus, Drăgoești-Snagov și Drăgoești-Mâeni.